# Isidre Tarragó
Isidre Tarragó (nacido circa 1911 en Barcelona) fue un exjugador de baloncesto español.   

## Trayectoria
Se inicia en el mundo del baloncesto en a los 13 años en el Aguiles Blaves, un modesto club de Collblanch. Después jugaría en el Cadci. En 1938 ingresa en el Laietà, luego jugaría al fútbol en La España Industrial, en  la Obra Sindical Educación y Descanso. Después de la Guerra Civil Española ingresa en el B.I.M., equipo del barcelonés barrio de Sants, que tenía su sede en el Instituto Montserrat, sufriendo su carrera deportiva un gran parón, ya que fue llamado a filas y realizó un servicio militar de 44 meses, únicamente jugando al baloncesto en el Club Regatas de Palma de Mallorca. Después jugaría al baloncesto en La España Industrial, el equipo de la empresa para la que trabajaba. Medía 1.64.